# Mahmood Arshad
Mahmood Arshad, född den 1 november 1947, är en pakistansk landhockeyspelare.
Han tog OS-brons i herrarnas landhockeyturnering i samband med de olympiska sommarspelen 1976 i Montréal.